# Église Saint-Vincent de Marimbault
Pour les églises ayant le même vocable, voir Église Saint-Vincent.
L'église Saint-Vincent est une église catholique située dans le département français de la Gironde, sur la commune de Marimbault, en France.

## Localisation
L'église se trouve au cœur du village.

## Historique
Construite au XIIe siècle à l'emplacement d'une villa gallo-romaine, l'église présente une nef unique non voûtée, terminée par un chœur voûté en cul-de-four. Le clocher roman est flanqué de deux contreforts. Au XIXe siècle, une chapelle est ajoutée au nord et une sacristie côté sud.

L'édifice est classé au titre des monuments historiques par arrêté du 19 décembre 1907 pour sa façade ouest et son clocher et inscrit par arrêté du 13 mars 2007 pour le reste de l'édifice.

## Galerie

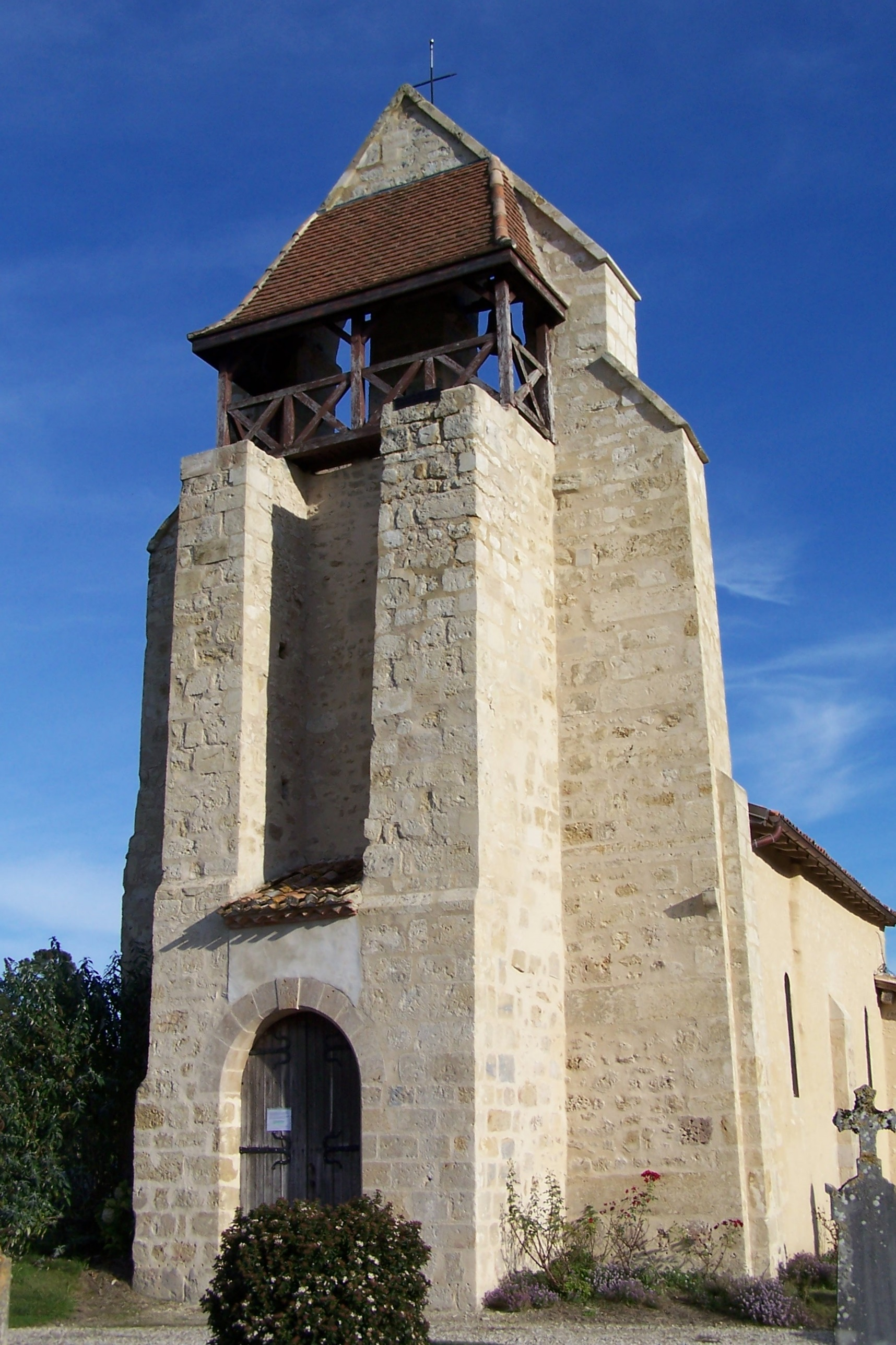
L'imposante façade ouest (nov. 2011)
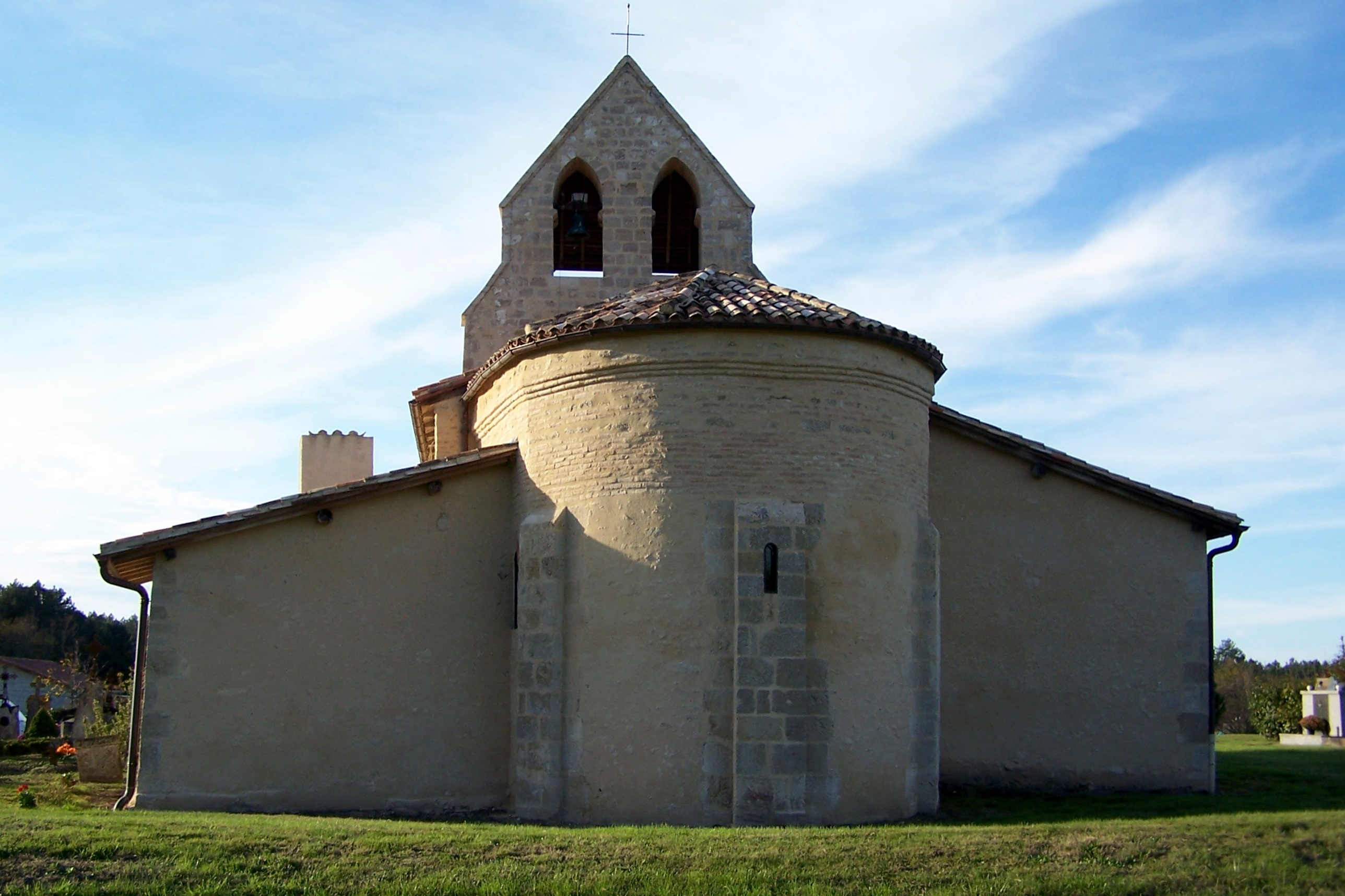
Le chevet (nov. 2011)